# Zofia Nałkowska

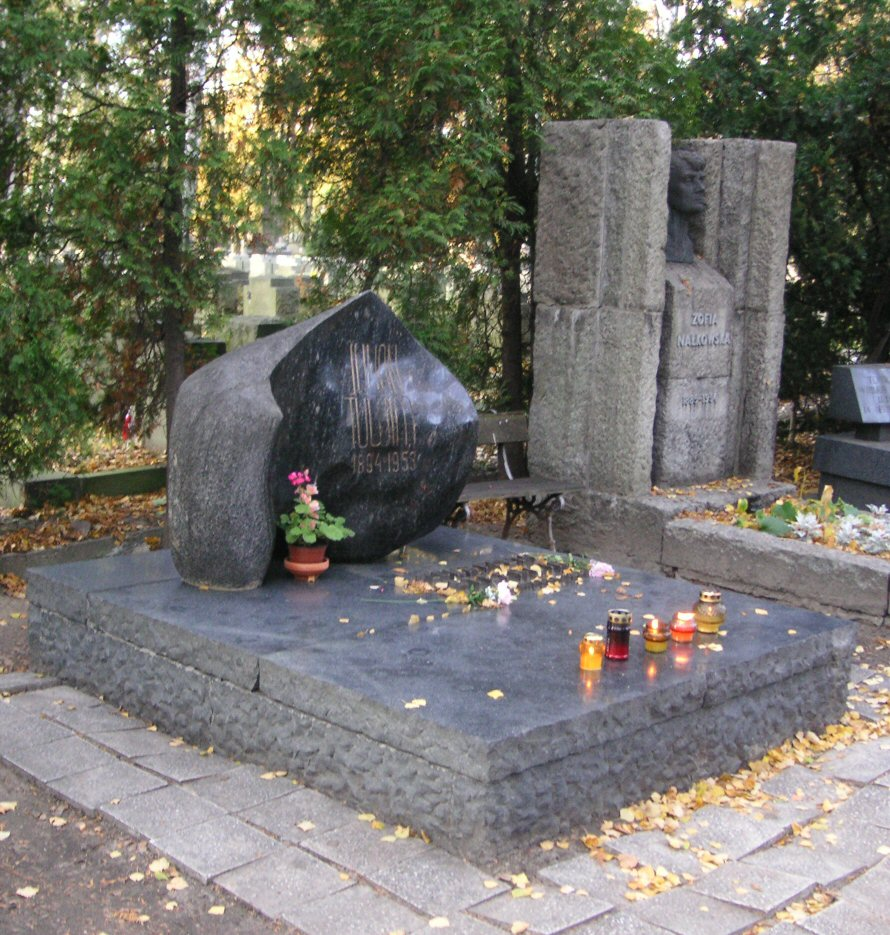
Tumbas de Julian Tuwim y Zofia Nalkowska en el Cementerio Militar de Powązki, Varsovia.

Zofia Nałkowska (Varsovia, 1884-Varsovia, 1954) fue una escritora polaca.

## Biografía
Nació en una familia de intelectuales polacos. Su padre fue el geógrafo Wacław Nałkowski, creador de la teoría de la indefinición del territorio de Polonia. Su madre, Anna Safrankova, procedía de Moravia. Hermana de la escultora Hanna Nałkowska. 
Se casó en primeras nupcias (1904-1918) con el poeta y pedagogo Leon Rygier. En segundas nupcias (1922-1929) con el militar Jan Jur-Gorzechowski.
Perteneció al grupo literario Los arrabales, disuelto en 1937. Fue miembro de la Academia Polaca de la Lengua. Murió a causa de un derrame cerebral.

## Características de su obra
Su obra tiene una gran profundidad psicológica y realista, utilizando la figura femenina de la clase alta, que trata de emanciparse, como imagen de sus obras.

## Publicaciones en la prensa
Debutó en 1899, a los catorce años, publicando el poema Recuerdo (Pamiętam) en la revista Przegląd Tygodniowy.
Publicó luego poesía en la revista Chimera, hasta que se pasó definitivamente a la narrativa.

## Libros publicados

### Novela
- Mujeres (Kobiety), 1906. La primera parte Los campos de hielo (Lodowe pola) fue publicada en la revista Prawda en 1904.
- El príncipe (Książę). Novela que es continuación de la novela Mujeres, 1907.
- Las congéneres (Rówieśnice), 1909.
- Narcisa (Narcyza), 1911.
- Noche bajo el cielo (Noc podniebna). Relato publicado solo, 1911.
- Serpientes y rosas (Węże i róże), 1914.
- El conde Emil (Hrabia Emil), 1920.
- El romance de Teresa Hennert (Romans Teresy Hennert), 1923.
- Choucas, 1927.
- Amor malvado (Niedobra miłość), 1928.
- La frontera (Granica), 1935;
- Los impacientes (Niecierpliwi), 1938.[2]
- Nudos de la vida (Węzły życia), 1948.

### Relatos y esbozos reunidos
- La gatita o los tulipanes blancos (Koteczka albo białe tulipany), 1909.
- Los espejos (Lustra), 1914.
- Entre los animales (Między zwierzętami), 1915.
- Los secretos de la sangre (Tajemice krwi), 1917.
- Caracteres (Charaktery), 1922.
- El matrimonio (Małżeństwo), 1925.
- Libro sobre los amgos (Księga o przyjaciołach). En coautoría con M.J. Wielopolska, 1927.
- Las paredes del mundo (Ściany świata), 1931.
- Medallones (Medaliony), 1947.
- Caracteres antiguos y últimos (Charaktery dawne i ostatnie), 1948.
- Mirada cercana y lejana (Widzenie bliskie i dalekie), edición póstuma, 1957.

### Drama
- Casa de mujeres (Dom kobiet), 1930.
- El día de su retorno (Dzień jego powrotu), 1931.
- Renata Słuczańska (basada en la novela Amor malvado), 1935.

### Recuerdos
- En los humedales (Na torfowiskach). Primera parte, incompleta, de la novela La casa junto a los prados, 1922.
- La casa junto a los prados (Dom nad łąkami). Novela autobiográfica, en la que narra su niñez en Wołomin, cerca a Varsovia, 1925.
- Mi padre (Mój ojciec), 1953.

### Diario
- Diario del tiempo de la guerra (Dzienniki czasu wojny). Escrito durante la Segunda Guerra Mundial y publicado en 1970. Segunda edición corregida y aumentada: Varsovia, Editorial Czytelnik, 1972. Elaboración, introducción y notas de Hanna Kirchner.
- Diario (Dzienniki), tomo I. Escrito entre 1899 y 1905. Varsovia, Editorial Czytelnik, 1975. Elaboración, introducción y notas de Hanna Kirchner.
- Diario (Dzienniki), tomo II. Escrito entre 1909 y 1917. Varsovia, Editorial Czytelnik, 1976. Elaboración, introducción y notas de Hanna Kirchner.
- Diario (Dzienniki), tomo III. Escrito entre 1918 y 1929. Varsovia, Editorial Czytelnik, 1980. Elaboración, introducción y notas de Hanna Kirchner.
- Diario (Dzienniki), tomo IV. Escrito entre 1930 y 1939. Varsovia, Editorial Czytelnik, 1988. Elaboración, introducción y notas de Hanna Kirchner.
- Diario (Dzienniki), tomo V. Escrito entre 1940 y 1944. Varsovia, Editorial Czytelnik, 1996. Elaboración, introducción y notas de Hanna Kirchner.
- Diario (Dzienniki), tomo VI. Escrito entre 1945 y 1954. Partes 1 y 2: Varsovia, Editorial Czytelnik, 2000. Parte 3: Varsovia, Editorial Czytelnik, 2001. Elaboración, introducción y notas de Hanna Kirchner.

## Adaptaciones cinematográficas
- La frontera por Józef Lejtes en 1938.
- La frontera por Jan Rybkowski en 1977.
- Casa de mujeres por Krzysztof Zanussi en 1977.
- El romance de Teresa Hennert por Ignacy Gogolewski en 1978.